# 202 Chryseïs
Chryseïs /kraɪˈsiːɪs/ (định danh hành tinh vi hình: 202 Chryseïs) là một tiểu hành tinh lớn, kiểu S, ở vành đai chính. Thành phần cấu tạo của nó dường như bằng đá silicate. Ngày 11 tháng 9 năm 1879, nhà thiên văn học người Mỹ gốc Đức Christian H. F. Peters phát hiện tiểu hành tinh Chryseïs khi ông thực hiện quan sát ở Clinton, New York và đặt tên nó theo Chryseis, người phụ nữ thần thoại của thành Troia.